# アデノシルコビンアミドリン酸合成酵素
アデノシルコビンアミドリン酸合成酵素(Adenosylcobinamide-phosphate synthase、EC 6.3.1.10)は、系統名をアデノシルコビリン酸:(R)-1-アミノプロパン-2-イルリン酸リガーゼ (ADP形成)(adenosylcobyric acid:(R)-1-aminopropan-2-yl phosphate ligase (ADP-forming))という酵素である。この酵素は以下の化学反応を触媒する。
(1) ATP + アデノシルコビリン酸 + (R)-1-アミノプロパン-2-イル リン酸{\displaystyle \rightleftharpoons }ADP + リン酸 + アデノシルコビンアミドリン酸
(2) ATP + アデノシルコビリン酸 + (R)-1-アミノプロパン-2-オール{\displaystyle \rightleftharpoons }ADP + リン酸 + アデノシルコビンアミド
基質の1つである(R)-1-アミノプロパン-2-イルは、トレオニンリン酸デカルボキシラーゼ(CobD)によって生成される。